# Petrus de Palude

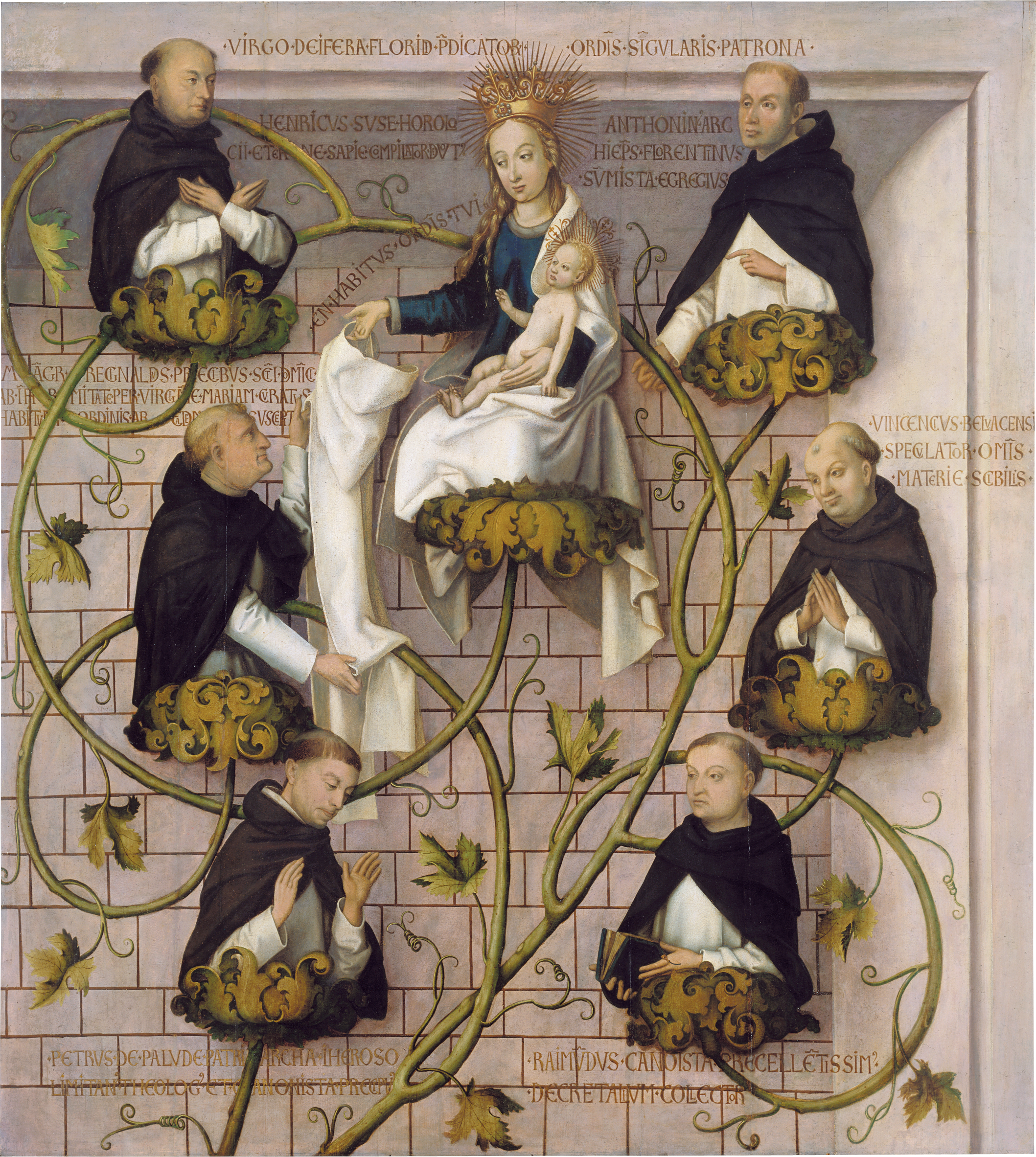
Petrus de Palude (unten links) im dominikanischen Stammbaum (Hans Holbein der Ältere, 1501)

Petrus de Palude OP (* um 1280; † 1342) war ein spätmittelalterlicher Theologe und Bischof.

In quartum sententiarum

Petrus war Mitglied des Dominikanerordens. Seine theologische Ausbildung erhielt er an der Universität Paris. Dort war er Schüler des Johannes von Paris (Jean Quidort). 1314 erlangte er den Grad eines Magisters. Er wurde 1329 zum Titularpatriarchen von Jerusalem ernannt, um 1337 Bischof von Couserans. In den aufkommenden theologischen Streitigkeiten um das Verhältnis von sich entwickelnder staatlicher Macht und päpstlicher Gewalt vertrat er – in Nachfolge des Thomas von Aquin – eine Differenzierung zwischen natürlichem und übernatürlichem Bereich und plädierte für eine Trennung von geistlicher Gewalt und weltlicher Gewalt.

## Schriften
- De potestatae papae/Über die Gewalt des Papstes
- De causa immediata ecclesiasticae potestatis
- Kommentare zur Heiligen Schrift, einen Sentenzenkommentar u.v.m.
- Sermones Thesauri novi de sanctis. Anton Koberger, Nürnberg 1496. (Digitalisat)
- Sermones quadragesimales Thesauri novi. Anton Koberger, Nürnberg 1496. (Digitalisat)